# 吕赖 (安德尔省)
吕赖（法語：Lurais，法語發音：[lyʁɛ]）是法国安德尔省的一个市镇，属于勒布朗区。

## 地理
吕赖（46°42'16"N, 0°57'2"E）面积13.61 平方千米，位于法国中央-卢瓦尔河谷大区安德尔省，该省份为法国中部省份，北起卢瓦-谢尔省，西北接安德尔-卢瓦尔省，西南接维埃纳省，南至克勒兹省和上维埃纳省，东临谢尔省。
与吕赖接壤的市镇（或旧市镇、城区）包括：丰贡博、梅里尼、克勒兹河畔内翁、普勒伊城、图尔农圣马丹、昂格兰河畔昂格勒、圣皮埃尔德马耶。
吕赖的时区为UTC+01:00、UTC+02:00（夏令时）。

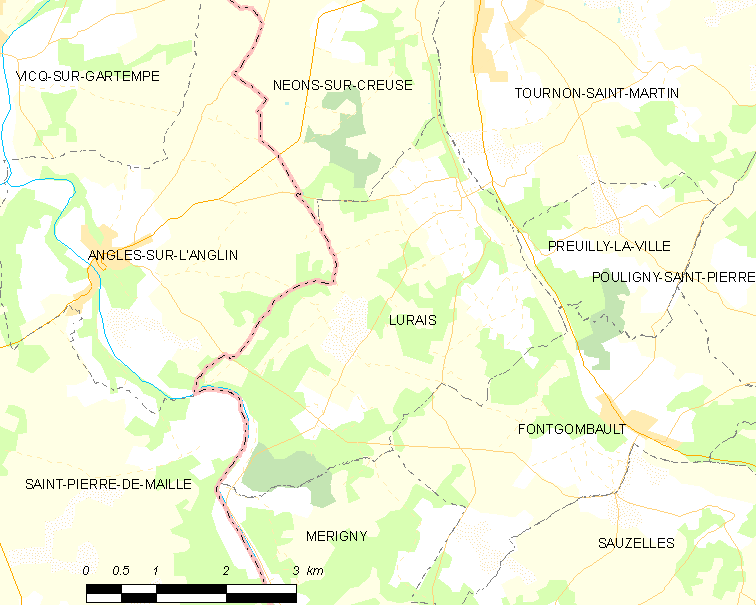
吕赖的OSM定位图

## 行政
吕赖的邮政编码为36220，INSEE市镇编码为36104。

## 政治
吕赖所属的省级选区为勒布朗县。

## 人口

1962-2008年间吕赖人口变化图示

吕赖于2022年1月1日时的人口数量为227人。